# In control
In Control es el segundo álbum de la agrupación Nemesea, lanzado en 2007. El primer disco del grupo, Maná, era gothic metal, pero este disco se acerca más al género del rock alternativo. La voz de Manda se vuelve más cercana al pop y deja a un lado las melodías clásicas, descartando los estribillos góticos y algunos arreglos orquestales que tenía el anterior disco.

## Canciones
1. No more
2. In Control
3. Home
4. The Way I Feel
5. Lost Inside
6. Remember
7. Believe
8. Like the air
9. Broken
10. Never
11. In Control (Demo Version)
12. No More (Demo Version)
13. Like The Air (Demo Version)

- Datos: Q5914763